# Kostel svaté Agáty (Palermo)
Kostel svaté Agáty, italsky Chiesa di Sant'Agata alla Guilla, je římskokatolický kostel v Palermu, který se nachází v okrsku Cape v oblasti s názvem Guilla, na západním konci Via del Celo.

## Popis
Exteriér je ve stylu katalánské gotiky a má ploché pilastry. Strohá fasáda je obohacena o portál, který je ohraničen sloupy zdobenými ve spodní části alegorickými postavami a rostlinnými motivy. Dvě zvonice pocházejí ze 17. století. Vnitřek byl trojlodní, ale v 19. století byl přestavěn na jednolodní. Vnitřní výzdoba je pozdně barokní.

## Historie
Podle legendy, kostel stojí na ruinách římské vily, ve kterém žila svatá Agáta, která se, podle některých hagiografických zdrojů, narodila v Palermu, zatímco jiné tvrdí, že sem přišla až po narození, snad aby se vyhnula pronásledování, předtím, než odešla do Katánie. Kostel byl postaven v 12. až 13. století, v blízkosti starověké brány, která byla později přejmenována na Porta di Sant'Agata alla Guilla (zbořena v 15. století).
Na příkaz Giovanniho Garzii a Girolama Quaranta byl vedle kostela v 17. století postaven Conservatorio delle Maddalene pentites k nápravě prostitutek.
Kostel byl opuštěn a vybavení a umělecká díla byly převedeny na Diecézní muzeum v Palermu a kostely Santa Rosalia a Quattro Santi Coronati al Capo.